# Gagrellopsis nodulifera
Genre
Espèce
Gagrellopsis nodulifera, unique représentant du genre Gagrellopsis, est une espèce d'opilions eupnois de la famille des Sclerosomatidae.

## Distribution
Cette espèce est endémique du Japon.

## Publication originale
- Sato & Suzuki, 1939 : « Gagrellopsis, eine neue Gattung der Phalangiiden aus Japan. » Zoologischer Anzeiger, vol. 126, no 3/4, p. 89-94.